# Nathan Timoney
Nathan Timoney (* 6. September 2000 in Enniskillen) ist ein irischer Ruderer. Er wurde 2023 Weltmeisterschaftsdritter.

## Sportliche Karriere
Timoney trat bei den U23-Weltmeisterschaften 2022 im Vierer ohne Steuermann an und belegte den dritten Platz. Kurz darauf ruderte er in der gleichen Bootsklasse bei den Weltmeisterschaften in Račice u Štětí und wurde Achter. Bei den Europameisterschaften 2023 in Bled ruderte der irische Vierer auf den zehnten Platz. Drei Monate später bei den Weltmeisterschaften in Belgrad traten Nathan Timoney und Ross Corrigan im Zweier ohne Steuermann an und gewannen die Bronzemedaille hinter den Schweizern und den Briten. Die Iren überquerten die Ziellinie eine Dreiviertelsekunde hinter den Briten und zweieinhalb Sekunden vor den viertplatzierten Rumänen. Bei den Olympischen Spielen in Paris belegten Corrigan und Timoney den sechsten Platz.
2023 war Timoney Student an der Queen’s University Belfast.